# Grafton (Wisconsin)
Grafton és una població dels Estats Units a l'estat de Wisconsin. Segons el cens del 2000 tenia 10.312 habitants.

## Demografia
Segons el cens del 2000, Grafton tenia 10.312 habitants, 4.048 habitatges, i 2.878 famílies. La densitat de població era de 985,5 habitants per km².
Dels 4.048 habitatges en un 34,5% hi vivien nens de menys de 18 anys, en un 61,4% hi vivien parelles casades, en un 7,2% dones solteres, i en un 28,9% no eren unitats familiars. En el 24,2% dels habitatges hi vivien persones soles el 8,4% de les quals corresponia a persones de 65 anys o més que vivien soles. El nombre mitjà de persones vivint en cada habitatge era de 2,54 i el nombre mitjà de persones que vivien en cada família era de 3,06.
Per edats la població es repartia de la següent manera: un 26,3% tenia menys de 18 anys, un 7% entre 18 i 24, un 31,4% entre 25 i 44, un 23,5% de 45 a 60 i un 11,7% 65 anys o més.
L'edat mediana era de 37 anys. Per cada 100 dones de 18 o més anys hi havia 93,7 homes.
La renda mediana per habitatge era de 53.918 $ i la renda mediana per família de 65.825 $. Els homes tenien una renda mediana de 45.451 $ mentre que les dones 27.488 $. La renda per capita de la població era de 25.948 $. Aproximadament el 0,6% de les famílies i l'1,7% de la població estaven per davall del llindar de pobresa.

## Poblacions més properes
El següent diagrama mostra les poblacions més properes.